# Frédéric Taulier
Pour les articles homonymes, voir Taulier.
 (juillet 2018).
Frédéric-Marc-Joseph Taulier, né le 15 décembre 1806 à Grenoble et mort le 22 janvier 1861 à Grenoble, avocat de profession, a été maire de Grenoble à deux reprises, de 1845 à 1848, puis de 1849 à 1851.

## Biographie
Né en décembre 1806, il fait des études de Droit à la faculté de Grenoble et reçoit en août 1828 le grade de docteur en droit. Après un stage de trois ans à Paris auprès de Antoine Marie Hennequin, il se fait inscrire au barreau de Grenoble en 1831. À 32 ans, à la suite d'un concours des plus brillants, il est nommé titulaire de la chaire de Code civil à la faculté de droit de Grenoble.
En 1843, il est adjoint au maire de Grenoble sous la magistrature d'Artus de Miribel. Il est nommé maire par ordonnance royale le 16 février 1845. C'est au cours de son premier mandat de maire qu'est créé en 1846 le musée archéologique de la ville et que s'achèvent l'année suivante les fortifications de la colline de la Bastille avec son fort les surmontant.
Les nouvelles de la révolution de février 1848 arrivent à Grenoble le matin du 25 février. Le soir même, une manifestation de 2 000 étudiants et ouvriers traverse la ville. Frédéric Taulier demande au préfet la convocation et l'armement de la garde nationale de façon à garantir le maintien de l'ordre, ce que le préfet lui accorde. Le lendemain, la nouvelle de la proclamation de la République à Paris est connue à Grenoble. Le préfet décide la constitution d'une Commission consultative composée de cinq membres choisis parmi les plus notables représentants de l'opposition républicaine : Augustin Thévenet, Alexandre Crépu, Joseph-François Repellin, Auguste Clément et Prosper Leborgne. Cette Commission se transforme en Commission départementale de l'Isère le 28 février lorsque le préfet démissionne. Taulier, le même jour, se démet de ses fonctions. La Commission départementale nomme à sa place, en tant que maire provisoire, l'avocat Frédéric Farconnet, qui est remplacé après les élections du 30 juillet par Adolphe Anthoard.

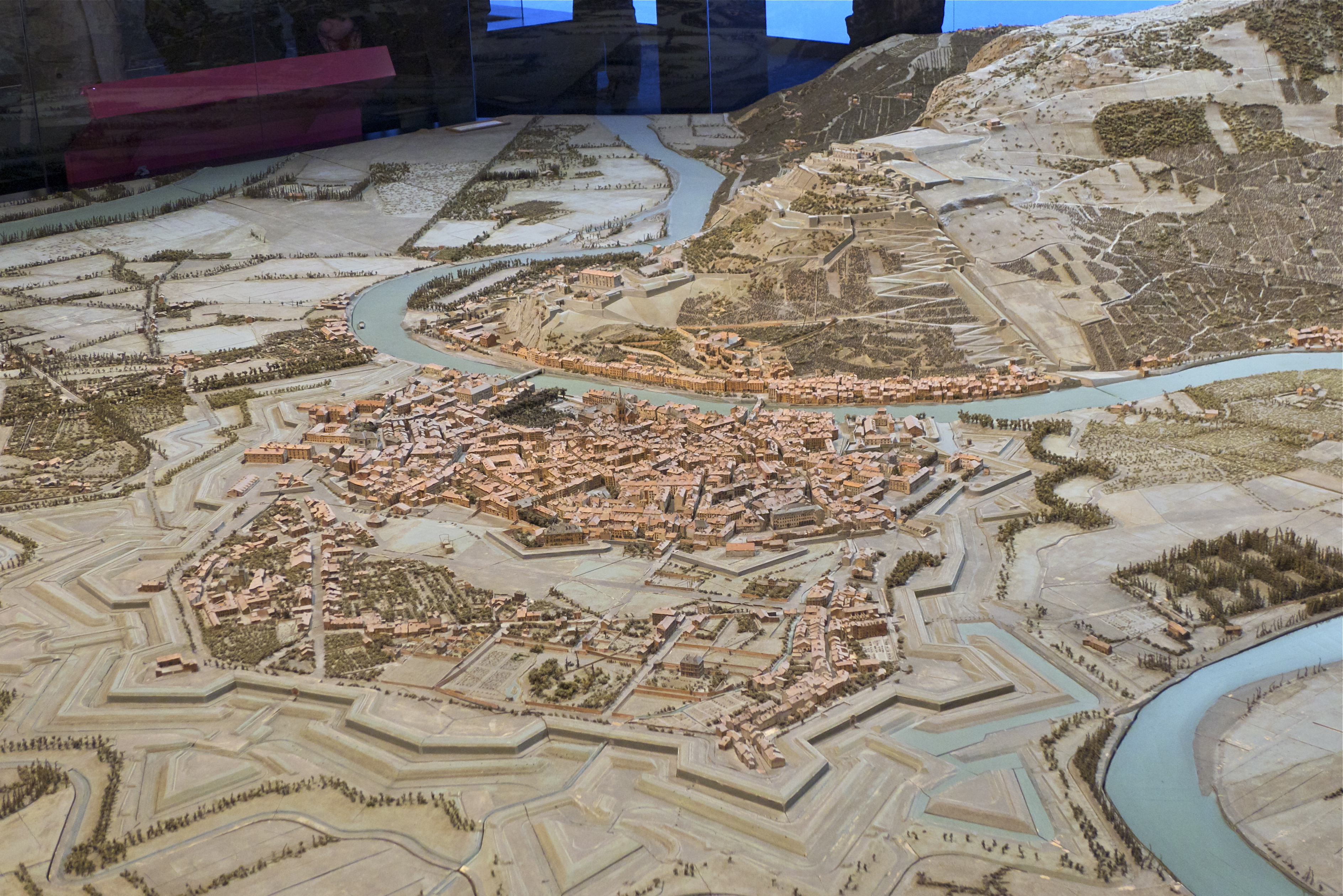
Plan-relief de Grenoble en 1848.

Louis-Napoléon Bonaparte étant élu président de la République, les anciens orléanistes comme Frédéric Taulier ne tardent pas à retrouver les faveurs du pouvoir : le 2 avril 1849, treize mois après sa démission, il est nommé de nouveau maire de Grenoble.
Durant son second mandat de maire, une polémique éclate en 1850 sur l'emplacement du théâtre municipal que certains habitants jugent inapproprié devant la collégiale Saint-André, préférant le voir déplacer vers la nouvelle place d'Armes. Mais le manque de moyens financiers empêche ce projet de transfert.
Le 5 janvier 1851, Taulier inaugure à Grenoble l'Association alimentaire, un restaurant coopératif dont les réfectoires étaient situés dans le quartier Très-Cloître, destiné aux populations ouvrières les plus démunies. Des irrégularités dans la gestion de l'association vont servir de prétexte, le 13 mars, au limogeage de Taulier qui irritait par son indépendance d'esprit les autorités bonapartistes de stricte obédience. Frédéric Farconnet, pourtant républicain de la première heure, s'élèvera contre cette sanction et rendra hommage à Taulier : « Le maire de Grenoble n'est pas sorti de nos rangs ; c'est un legs de la monarchie, legs que nous avons accepté de grand cœur, car c'est un homme de zèle, d'intelligence et de dévouement, un homme qui aura marqué noblement son passage dans la municipalité de Grenoble. » L'association alimentaire survivra toutefois jusqu'en 1861 à ces déboires. Frédéric Taulier reviendra sur cette expérience mutualiste dans un ouvrage paru en 1860, Le Vrai Livre du Peuple.
Frédéric Taulier a été conseiller général de l'Isère de 1848 jusqu'à sa mort le 22 janvier 1861. Il est inhumé au cimetière ancien de La Tronche en Isère. En hommage à ce maire, une rue de Grenoble porte son nom.